# Odone di Morimond
Odone di Morimond o Eudes de Morimond (Odo Morimundensis Abbas; 1116 – 1161) è stato un abate e teologo francese del XII secolo.
Già abate di Beaupré e successivamente di Morimond, è stato un monaco cistercense, nonché un aritmologo. 

## Biografia
Già abate di Beaupré (Belliprati abbas come leggiamo al 1152 negli Annales S. Benedicti Occidentalium monachorum patriarchae redatti da Jean Mabillon), fu abate dell'abbazia di Morimond, situata a Fresnoy-en-Bassigny, nel dipartimento dell'Alta Marna, in Francia: la quarta delle quattro abbazie figlie di Cîteaux, insieme a La Ferté, Pontigny e Clairvaux, dette abbazie primigenie. Queste abbazie avevano un ruolo fondamentale nell'organizzazione dell'Ordine Cistercense.
Fu autore di un famoso trattato di aritmologia: Analytica numerorum et rerum in theographiam (De analeticis ternarii sive De sacramentis ternarii sive De ternario). Di lui possediamo anche alcuni Sermones.
Come riporta de Lubac, citando lo studio di Henri Barré, un'omelia su Maria Maddalena, spesso attribuita ad Origene, sarebbe invece di Odone.
Ricaviamo alcune informazioni biografiche dal Vita operaque nella Patrologia latina di Jacques Paul Migne (PL 188).

## Analytica numerorum
Il significato mistico del numero "uno" è trattato nel suo Analytica numerorum. Il suo trattato, diviso in due parti, doveva ugualmente poggiare sulle cose (rerum), secondo l’analogia assai diffusa nel Medioevo fra queste e i numeri; tuttavia questa sezione non sembra essere stata redatta. L’abate cistercense elenca i significati dell’"unità": «Gerit ergo unitas significationem Deitatis, gerit contemplationis, gerit fidei. Significat Ecclesiam, significat beatitudinem, significat timorem, significat virtutum initia. Uniuscuiusque significationis declaratio, tali ratione declaratur».
Proseguendo nella sua esposizione, illustra tutti e sette questi significati partendo da riferimenti scritturistici. Troviamo pure il riferimento escatologico: per Odone l’unità significa gloriam future beatitudinis. 